# 小行星8355
小行星8355（英語：8355 Masuo）是一颗围绕太阳公转的小行星。1989年9月5日，埃莉諾·赫琳在帕洛马山发现了此天体。
这颗小行星的绝对星等为195.9581430107024等。